# ريتشارد إتش. كين
ريتشارد إتش. كين هو سياسي أمريكي، ولد في 12 أبريل 1825 في مقاطعة غرينبريه في الولايات المتحدة، وتوفي في 18 يناير 1887 في واشنطن العاصمة في الولايات المتحدة. نشط حزبياً في الحزب الجمهوري. وقد انتخب عضو مجلس النواب الأمريكي ‏.